# George Sisler
George Harold Sisler (24 mars, 1893 - 26 mars, 1973) fut un joueur américain de baseball. Il a passé 15 saisons dans les Ligues majeures, 12 de ces saisons avec les Browns de Saint-Louis comme joueur de premier but.

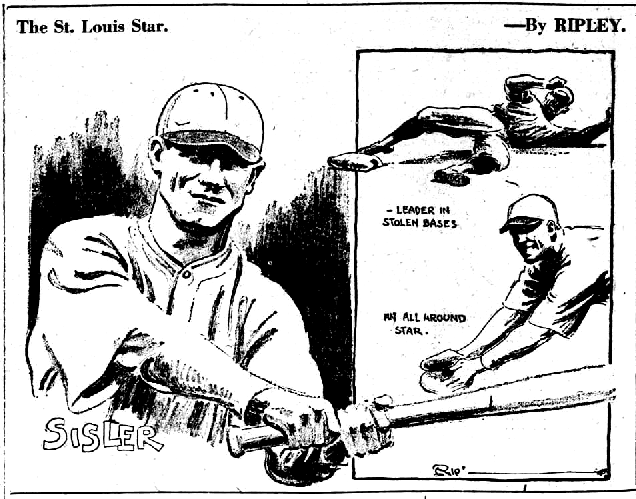
Sisler dessiné par Robert Ripley en 1922.

Il a commencé sa carrière comme lanceur mais le gérant voulait qu'il joue chaque jour comme joueur de premier but. Il s'est établi comme l'un des meilleurs frappeurs de la ligue, ayant une moyenne supérieure à 0,300 9 saisons d'affilée. 1920 fut sa meilleure saison : 257 coups sûrs dont 49 doubles, 18 triples et 19 coups de circuit. Il a mené la ligue à la moyenne au bâton avec une moyenne de 0,407 et fut classé 2e pour les circuits après Babe Ruth. Il a ainsi battu le record de Ty Cobb pour le plus grand nombre de coups sûrs en une saison. Le record fut dépassé par Ichiro Suzuki en 2004. En 1922 il a dépassé sa propre moyenne au bâton en frappant 0,420 - la troisième meilleure moyenne du XXe siècle après celles de Rogers Hornsby et Napoleon Lajoie. À la suite de cette performance, il fut élu le meilleur joueur des ligues majeures. Il fut aussi un bon coureur avec 375 buts volés dans sa carrière - il a volé au moins 30 buts 6 fois lors de ses premières 8 saisons, mais après une attaque de sinusite en 1923 sa vitesse s'est affaiblie. 
Sisler fut transféré aux Braves de Boston en 1928 où il a frappé une moyenne au-dessus de 0,300 mais sans menacer le cap de 100 points produits qu'il aurait voulu frapper. Il a pris sa retraite en 1930 avec une moyenne à vie de 0,340, 2812 coups sûrs, 102 coups de circuit et 1175 points produits. Il fut élu au Temple de la renommée du baseball en 1939, 9 ans après sa retraite.

## Palmarès
- Mené la ligue à la moyenne au bâton: 1920, 1922
- Meilleur joueur des ligues majeures: 1922
- Mené la ligue en coups sûrs: 1920, 1922
- Mené la ligue en buts volés: 1918, 1921, 1922, 1927
- Notices d'autorité :   - VIAF
  - ISNI
  - LCCN
  - Israël
  - WorldCat